# Fórum Suário
Fórum Suário (em latim: Forum Suarium) era o fórum venálio (forum venalium) de porcos da Antiga Roma durante o período do império, mencionado primeiro em duas inscrições do ano 200. Ficava perto do acampamento das coortes urbanas ao norte do Campo de Marte, provavelmente nas imediações da moderna Via di Propaganda, e sua administração estava a cargo do prefeito urbano ou um de seus oficiais.